# Raúl Aliaga
Raúl Aliaga Lewis (Santiago de Chile, 7 de marzo de 1960) es un percusionista chileno. Su carrera es sumamente multifacética puesto que ha sido miembro de algunas de las más grandes y emblemáticas agrupaciones chilenas de fusión como Congreso y Fulano, como también ha trabajado en la percusión clásica junto a sus maestros Guillermo Rifo y Alejandro Guarello del conservatorio de la Universidad de Chile, sumado a un interminable listado de sesiones de grabación para artistas populares como Nino García, Juan Carlos Duque, Óscar Andrade, José Alfredo Fuentes, Antonio Prieto, Zalo Reyes, Isabel Aldunate, Francisco Puelma, Eduardo Gatti, Schwenke & Nilo, Isabel Parra, Ángel Parra, Fernando Ubiergo, Florcita Motuda, Tati Penna y Mazapán, entre muchos otros.

## Carrera
Su primera experiencia musical ocurrió a los once años en la Orquesta Sinfónica Juvenil de la Escuela Experimental Artística de Antofagasta. En esa escuela Aliaga estudió trompeta, clarinete y violín y fue además guaripola de la banda del colegio San Luis. A Santiago llegó en 1974 para estudiar percusión sinfónica en la Universidad de Chile, donde fue compañero de futuros percusionistas Juan Coderch y Miguel Zárate. Entre 1976 y 1980 integró el grupo Rythmus, dirigido por Ramón Hurtado. Hizo música de cámara con la pianista Elvira Savi y en 1981 tocó en el grupo de fusión del propio Rifo, Latinomúsicaviva. "Turandot", junto a la Orquesta Filarmónica, fue su última presentación clásica, pues dejó la música sinfónica en 1984 para iniciar una carrera de percusión en la música popular. En los años 80' ingresó al ambiente de los músicos de televisión comenzando en la orquesta de Horacio Saavedra en Televisión Nacional de Chile, a la de Miguel Zabaleta y a la de Toly Ramírez, en el Canal 13 y por un lapso de 12 años.
En 1992 se unió a Congreso para ocupar la vacante dejada por Ricardo Vivanco y en 1994 hizo lo propio para formar parte de Fulano, donde sucedió al fundador Willy Valenzuela. Con ellos grabó los discos Trabajos inútiles (1997) y Vivo (2004) y fue baterista hasta que la banda decidió detener su trabajo luego de la muerte del pianista Jaime Vivanco en 2003. Aliaga se reunió con dos veteranos de Fulano, el bajista Jorge Campos y el saxofonista Jaime Vásquez, para la grabación del disco Globalevasión (2006) en vivo en el Teatro Oriente. 
Actualmente tiene un proyecto de composiciones personales de orientación World Music.
Su labor como percusionista multifacético de excelencia le valió ganar en 2006 el premio Altazor en la categoría de ejecución musical.